# Championnat d'Amérique du Sud et centrale des clubs masculin de handball
Le Championnat d'Amérique du Sud et centrale des clubs masculin de handball est la compétition organisée par la Confédération d'Amérique du Sud et centrale de handball (SCAHC) pour les clubs masculins en Amérique du Sud et centrale.
Succédant au Championnat panaméricain des clubs, la compétition sert de qualification pour la Coupe du monde des clubs de handball.

## Palmarès
| Édition   | Hôte                                       | Clubs                                      | Médaille d'or, Amérique du Sud             | Médaille d'argent, Amérique du Sud         | Médaille de bronze, Amérique du Sud        |
| --------- | ------------------------------------------ | ------------------------------------------ | ------------------------------------------ | ------------------------------------------ | ------------------------------------------ |
| 2019 (en) | Brésil                                     | 8                                          | HC Taubaté                                 | UNLu (en)                                  | EC Pinheiros                               |
| 2020      | Annulé du fait de la pandémie de Covid-19. | Annulé du fait de la pandémie de Covid-19. | Annulé du fait de la pandémie de Covid-19. | Annulé du fait de la pandémie de Covid-19. | Annulé du fait de la pandémie de Covid-19. |
| 2021 (en) | Brésil                                     | 4                                          | EC Pinheiros                               | HC Taubaté                                 | Nacional HC                                |
| 2022 (en) | Argentine                                  | 9                                          | HC Taubaté                                 | EC Pinheiros                               | San Fernando HA                            |
| 2023 (en) | Brésil                                     | 11                                         | San Fernando HA                            | HC Taubaté                                 | EC Pinheiros                               |
| 2024 (en) | Brésil                                     | 12                                         | HC Taubaté                                 | EC Pinheiros                               | Nacional HC                                |

Les autres clubs participants étaient :
- 2019 (en) : SAG Villa Ballester (ARG), Ovalle Balonmano (CHI), Scuola Italiana di Montevideo (URU), Luterano de Valparaíso (CHI), Colegio Alemán Balonmano (URU)
- 2021 (en) : Club Olimpia (PAR)
- 2022 (en) : SAG Villa Ballester (ARG), Deutsche Schule Montevideo (URU), Municipal of Maipú (ARG), Ovalle Balonmano (CHI), USAB handball (CHI), Club Olimpia (PAR)

## Bilans

### Bilan par club
| Rang | Club            | Médaille d'or, Amérique du Sud | Médaille d'argent, Amérique du Sud | Médaille de bronze, Amérique du Sud | Total |
| ---- | --------------- | ------------------------------ | ---------------------------------- | ----------------------------------- | ----- |
| 1    | HC Taubaté      | 3                              | 2                                  | 0                                   | 5     |
| 2    | EC Pinheiros    | 1                              | 2                                  | 2                                   | 5     |
| 3    | San Fernando HA | 1                              | 0                                  | 1                                   | 2     |
| 4    | UNLu (en)       | 0                              | 1                                  | 0                                   | 1     |
| 5    | Nacional HC     | 0                              | 0                                  | 2                                   | 2     |

### Bilan par nation
| Rang | Nation    | Médaille d'or, Amérique du Sud | Médaille d'argent, Amérique du Sud | Médaille de bronze, Amérique du Sud | Total |
| ---- | --------- | ------------------------------ | ---------------------------------- | ----------------------------------- | ----- |
| 1    | Brésil    | 4                              | 4                                  | 4                                   | 12    |
| 2    | Argentine | 1                              | 1                                  | 1                                   | 3     |
| 3    | Chili     | 0                              | 0                                  | 0                                   | 0     |
| 3    | Paraguay  | 0                              | 0                                  | 0                                   | 0     |
| 3    | Uruguay   | 0                              | 0                                  | 0                                   | 0     |